# Вулгата
Најпознатији превод Библије на латински језик је Вулгата („обична“), настао крајем 4. века. Римски папа Дамас I је 382. године замолио свога теолошког саветника Софронија Еузебија Јеронима (касније познатог као светога Јеронима, рођеног у Стридон (Штригова) северној Далмацији) да изврши ревизију постојећег текста Итале и да га стандардизује у складу са „правим“ грчким текстом - изворником, као и да преведе Стари завет користећи изворне јеврејске текстове. 
Још под владавином папе Дамаса I почео је Свети Јероним 383. са једном ревизијом већ постојећег текста Новог завета, и 390. је кренуо са преводом Старог завета, али не као остали ранији преводи са грчког већ из хебрејског старог пра текста. Јероним је учио грчки и латински у Риму а јеврејски у Палестини. Каснији покушаји да се поступком утврђивања уназад дође до правог изворника за овај превод остали су неуспешни, тако да никада нису разјашњене одређене недоследности у преводу. 
Данас је познато више од осам хиљада верзија Вулгате, што само говори о учестаности рукописног умножавања библијских текстова у раном средњем веку. Најпознатија верзија Вулгате је она из 5. века која се води под именом Codex Sangallensis (Сенгаленски рукопис), односно (С) и чији се део са Јеванђељима чува у манастиру Сент Гал у Швајцарској. Свакако да је најлепша Вулгата она која се чува у њујоршкој библиотеци и која потиче из 10. века. Писана је словима од злата на љубичасто обојеној јагњећој кожи. Године 1933. римски папа је формирао „Ред светога Јеронима“ у Риму, чији је задатак да раде на исправљању текста Вулгате, како би се реконструисао изгубљени Јеронимов текст.